# Río Cabalar
El río Cabalar es un río del noroeste de la península ibérica que discurre por la provincia de La Coruña (España). Es afluente del Tambre por su derecha.

## Recorrido
Nace en el monte Enxameado, en el ayuntamiento de Curtis. Atraviesa el ayuntamiento de Vilasantar por las parroquias de Vilariño, Curtis y Présaras, para acabar desembocando en el Tambre, en la parroquia de Mezonzo.

## Afluentes
Afluentes del río Cabalar por orden, desde el nacimiento hasta la desembocadura:
1. Río do Pazo, desemboca cerca de Ladrús, por la margen derecha.[2]
2. Rego de Chacente, desemboca cerca de Chacente, por la margen izquierda.
3. Río Pequeno, desemboca cerca de A Casa do Vento, por la margen izquierda.
4. Río Pedregoso, desemboca cerca de Guillareo, por la margen izquierda.
5. Rego das Lanzas, desemboca cerca de A Laxe, por la margen derecha.
6. Rego do Bidueiro, desemboca cerca de Tamou, por la margen derecha.
7. Río dos Muíños, desemboca cerca de A Fraga, por la margen derecha.